# Калаван
Калаван (арм. Կալավան, до 1991 года — Амирхер) — село в Гегаркуникской области Армении.

## География
Село расположено в северной части марза, к югу от автодороги , на расстоянии 101 километра к северо-востоку от города Гавар, административного центра области. Абсолютная высота — 1600 метров над уровнем моря.

## Население
Численность постоянного населения по состоянию на 1 января 2024 года составляла 127 человек.
| Год переписи | Население          | Население          | Население          | Население            | Население            | Население            |
| Год переписи | Наличное население | Наличное население | Наличное население | Постоянное население | Постоянное население | Постоянное население |
| Год переписи | Всего              | Мужчины            | Женщины            | Всего                | Мужчины              | Женщины              |
| ------------ | ------------------ | ------------------ | ------------------ | -------------------- | -------------------- | -------------------- |
| 2001         | 110                | 58                 | 52                 | 111                  | 58                   | 53                   |
| 2011         | 108                | 51                 | 57                 | 117                  | 57                   | 60                   |

| Год  | Численность | Численность |
| ---- | ----------- | ----------- |
| 1897 | 161         | [ 7 ]       |
| 1926 | 216         | [ 7 ]       |
| 1939 | 295         | [ 7 ]       |
| 1959 | 343         | [ 7 ]       |
| 1970 | 712         | [ 7 ]       |
| 1979 | 720         | [ 7 ]       |
| 1989 | 70          | [ 7 ]       |
| 2001 | 170         | [ 7 ]       |
| 2011 | 117         | [ 8 ]       |

## Экономика
Население Калавана занято в различных отраслях сельского хозяйства: скотоводстве, полеводстве, табаководстве, пчеловодстве, птицеводстве и садоводстве.